# Robert Alan Dahl
Robert Alan Dahl (Inwood, 17 dicembre 1915 – Hamden, 5 febbraio 2014) è stato un politologo statunitense di origine norvegese.

## Biografia
Dahl è stato professore di scienza politica all'Università di Yale. È stato presidente della American Political Science Association, ed è spesso descritto come "il Decano" degli studiosi statunitensi di scienza politica; nel 1995 ha ricevuto il premio Johan Skytte.

## Pensiero
L'argomento a cui Dahl ha dedicato la maggior parte del suo lavoro teorico e di ricerca è la democrazia. La sua visione complessiva sull'argomento è esposta in modo più dettagliato ed accademico in La democrazia e i suoi critici  e, in forma divulgativa, in Sulla democrazia. Riguardo all'origine ed allo sviluppo storico della democrazia, Dahl contesta tanto l'idea che la democrazia sia nata nella Grecia antica, quanto che da quel seme iniziale si sia sviluppata secondo "una linea ascendente e regolare": "Come il fuoco, la pittura e la scrittura, la democrazia sembra essere stata inventata più di una volta e in vari luoghi.", scrive. Tra questi luoghi Dahl annovera anche il Nord Europa ed in particolare la Scandinavia, facendo riferimento ai Ting, assemblee decisionali norvegesi in età medievale.
Riguardo poi al valore della democrazia come sistema di governo, Dahl ritiene che: "Paragonata a qualsiasi possibile alternativa, la democrazia presenta almeno dieci vantaggi". Li elenca nella seguente forma delle "Conseguenze desiderabili prodotte dalla democrazia: 1. ostacola la tirannia; 2. diritti essenziali; 3. libertà generale; 4. autodeterminazione; 5. autonomia morale; 6. progresso umano; 7. tutela di interessi personali essenziali; 8. uguaglianza politica; 9. tendenza alla pace; 10. prosperità".
In Democracy and Its Critics (1989), Dahl fornisce - come si è detto - nel modo più preciso la sua visione della democrazia, distinguendo in primo luogo tra il significato ideale e quello storico reale del termine (che viene spesso adoperato in modo equivoco, ove non si distingua tra queste due accezioni). Secondo lui, nessun sistema democratico reale rispetta totalmente i caratteri ideali della "democrazia", quindi egli preferisce chiamare i moderni paesi con una democrazia avanzata "poliarchie". 
Le poliarchie hanno in comune alcuni tratti inclusi nel modello di democrazia ideale, ad es.: elezioni ufficiali, libere e frequenti, suffragio universale, diritto a cercare un lavoro, libertà d'espressione, di stampa e di associazione. Queste istituzioni sono importanti in quanto creano molti centri di potere paralleli a quello politico.
Tuttavia, le moderne democrazie hanno talvolta un basso livello di democrazia vera e propria, nel senso ideale: la democrazia, secondo Dahl, richiederebbe una maggiore partecipazione dei cittadini al potere ed un più attento controllo dei politici da parte dei cittadini, più di quanto non sia mai stato realizzato in qualsiasi stato democratico reale. Negli anni sessanta, Dahl è stato coinvolto in un'accesa discussione con C. Wright Mills circa la natura della politica negli Stati Uniti. A Mills, il quale sosteneva che il governo americano era nelle ristrette mani di una piccola élite unitaria di potere, Dahl rispose che c'erano, in realtà, differenti élite coinvolte, che lavorano ognuna in conflitto scendendo pertanto a compromessi con le altre; quindi se quella statunitense non era una democrazia, in senso popolare, Dahl ribatteva, essa era almeno una poliarchia minima (o pluralismo).
In quello che è il suo maggior contributo di ricerca sul campo, Who Governs? (1961), Dahl, come esempio di studio, ha esaminato le strutture di potere (formali e informali) nella città di New Haven, nel Connecticut, individuandovi elementi a supporto della sua visione. Negli anni più recenti, gli scritti di Dahl, pur rimanendo sulla stessa impostazione fondamentale, hanno assunto un tono più pessimistico. Nel suo libro How Democratic Is the American Constitution? (2001) egli sostiene ad esempio che la costituzione degli Stati Uniti d'America è molto meno democratica di quanto avrebbe dovuto essere, dato che i suoi autori agivano in base a una "profonda ignoranza" del futuro.

## Critiche
- Il sociologo G. William Domhoff è fortemente in disaccordo con la visione di Robert Alan Dahl del potere in New Haven, CT nel 1960: "Who Really Ruled in Dahl's New Haven?"
- Il politologo Charles Blattberg ha criticato il tentativo di Dahl di definire la democrazia con un set di requisiti necessari. Vedi Blattberg, From Pluralist to Patriotic Politics: Putting Practice First, Oxford and New York: Oxford University Press, 2000, ch. 5. ISBN 0-19-829688-6.